# Volta a Cataluña 1999
La Vuelta en Cataluña de 1999 fue la 79.ª edición de la carrera ciclista en Cataluña. Se disputó en 7 etapas del 17 al 24 de junio de 1999 con un total de 1067,4 km. El vencedor final fue el español Manuel Beltrán del equipo Banesto por ante Roberto Heras del Kelme-Costa Blanca y José María Jiménez, también del Banesto.
Como novedad, esta edición tuvo un final de cursa en una cronoescalada al Alto de la Rabassa. La emoción estaría garantizada hasta el final.
La tragedia acompañó este año a la "Vuelta". Durante la segunda etapa, que finalizaba Villanueva y Geltrú, el ciclista Manuel Sanroma murió al caer cerca de la meta. El día siguiente la etapa se anuló en homenaje al difunto. Los corredores corrieron todos juntos hasta Barcelona y entraron andando plegados a la línea de llegada.
En cuanto al aspecto deportivo, Manuel Beltrán demostró que era lo más fuerte en la montaña.

## Etapas
| Etapa   | Fecha       | Ciudades de etapa                                            | km    | Vencedor de la etapa | Líder de la general |
| ------- | ----------- | ------------------------------------------------------------ | ----- | -------------------- | ------------------- |
| Prólogo | 17 de junio | La Pineda – Vilaseca (CRI)                                   | 8,1   | Ángel Luis Casero    | Ángel Luis Casero   |
| 1.ª     | 18 de junio | Vilaseca – Tortosa                                           | 161,2 | Mario Cipollini      | Ángel Luis Casero   |
| 2.ª     | 19 de junio | Tortosa – Villanueva y Geltrú                                | 172,5 | Mario Cipollini      | Ángel Luis Casero   |
| 3.ª     | 20 de junio | Villanueva y Geltrú - Barcelona                              | 155,6 | anulada              | Ángel Luis Casero   |
| 4.ª     | 21 de junio | Badalona – Badalona                                          | 182,4 | Erik Zabel           | Ángel Luis Casero   |
| 5.ª     | 22 de junio | El Masnou – Bañolas                                          | 174,8 | Erik Zabel           | Ángel Luis Casero   |
| 6.ª     | 23 de junio | Bañolas – Els Cortals d'Encamp Andorra                       | 198,6 | Roberto Heras        | Manuel Beltrán      |
| 7.ª     | 24 de junio | San Julián de Loria (AND) – Alto de la Rabassa Andorra (CRI) | 14,2  | Manuel Beltrán       | Manuel Beltrán      |

### Prólogo
17-06-1999: La Pineda – Vilaseca, 8,1 km. (CRI):
|   | Ciclista          | Equipo             | Tiempo  |
| - | ----------------- | ------------------ | ------- |
| 1 | Ángel Luis Casero | Vitalicio Seguros  | 10' 12" |
| 2 | Andrea Peron      | ONCE-Deutsche Bank | + 3"    |
| 3 | Abraham Olano     | ONCE-Deutsche Bank | + 4"    |

|   | Ciclista          | Equipo             | Tiempo  |
| - | ----------------- | ------------------ | ------- |
| 1 | Ángel Luis Casero | Vitalicio Seguros  | 10' 12" |
| 2 | Andrea Peron      | ONCE-Deutsche Bank | + 3"    |
| 3 | Abraham Olano     | ONCE-Deutsche Bank | + 4"    |

### 1.ª etapa
18-06-1999: Vilaseca – Tortosa, 161,2 km.:
|   | Ciclista        | Equipo                | Tiempo     |
| - | --------------- | --------------------- | ---------- |
| 1 | Mario Cipollini | Saeco-Cannondale      | 4h 24' 13" |
| 2 | Erik Zabel      | Team Deutsche Telekom | m. t.      |
| 3 | George Hincapie | OS Postal             | m. t.      |

|   | Ciclista          | Equipo             | Tiempo     |
| - | ----------------- | ------------------ | ---------- |
| 1 | Ángel Luis Casero | Vitalicio Seguros  | 4h 34' 25" |
| 2 | Andrea Peron      | ONCE-Deutsche Bank | + 3"       |
| 3 | Abraham Olano     | ONCE-Deutsche Bank | + 4"       |

### 2.ª etapa
19-06-1999: Tortosa – Villanueva y Geltrú, 172,5 km.:
|   | Ciclista          | Equipo           | Tiempo     |
| - | ----------------- | ---------------- | ---------- |
| 1 | Mario Cipollini   | Saeco-Cannondale | 4h 00' 38" |
| 2 | Jeroen Blijlevens | TVM-Farm Frites  | m. t.      |
| 3 | George Hincapie   | OS Postal        | m. t.      |

|   | Ciclista          | Equipo             | Tiempo     |
| - | ----------------- | ------------------ | ---------- |
| 1 | Ángel Luis Casero | Vitalicio Seguros  | 8h 35' 10" |
| 2 | George Hincapie   | OS Postal          | + 1"       |
| 3 | Abraham Olano     | ONCE-Deutsche Bank | + 4"       |

### 3.ª etapa
20-06-1999: Villanueva y Geltrú - Barcelona, 155,6 km.:
Anulada debido a la muerte de Manuel Sanroma el día anterior.

### 4.ª etapa
21-06-1999: Badalona – Badalona, 182,4 km.:
|   | Ciclista        | Equipo                | Tiempo     |
| - | --------------- | --------------------- | ---------- |
| 1 | Erik Zabel      | Team Deutsche Telekom | 4h 45' 14" |
| 2 | George Hincapie | OS Postal             | m. t.      |
| 3 | Dmitri Konyshev | Mercatone Uno-Bianchi | m. t.      |

|   | Ciclista          | Equipo             | Tiempo      |
| - | ----------------- | ------------------ | ----------- |
| 1 | Ángel Luis Casero | Vitalicio Seguros  | 13h 20' 24" |
| 2 | George Hincapie   | OS Postal          | + 1"        |
| 3 | Abraham Olano     | ONCE-Deutsche Bank | + 4"        |

### 5.ª etapa
22-06-1999: El Masnou – Bañolas, 174,8 km.:
|   | Ciclista        | Equipo                | Tiempo     |
| - | --------------- | --------------------- | ---------- |
| 1 | Erik Zabel      | Team Deutsche Telekom | 4h 07' 01" |
| 2 | Serguei Ivanov  | TVM-Farm Frites       | m. t.      |
| 3 | George Hincapie | OS Postal             | m. t.      |

|   | Ciclista          | Equipo             | Tiempo      |
| - | ----------------- | ------------------ | ----------- |
| 1 | Ángel Luis Casero | Vitalicio Seguros  | 17h 27' 25" |
| 2 | George Hincapie   | OS Postal          | + 1"        |
| 3 | Abraham Olano     | ONCE-Deutsche Bank | + 4"        |

### 6.ª etapa
23-06-1999: Bañolas – Els Cortals de Encamps, 198,6 km.:
|   | Ciclista           | Equipo             | Tiempo     |
| - | ------------------ | ------------------ | ---------- |
| 1 | Roberto Heras      | Kelme-Costa Blanca | 5h 39' 00" |
| 2 | José María Jiménez | Banesto            | + 2"       |
| 3 | Joseba Beloki      | Euskaltel-Euskadi  | + 6"       |

|   | Ciclista          | Equipo             | Tiempo      |
| - | ----------------- | ------------------ | ----------- |
| 1 | Manuel Beltrán    | Banesto            | 23h 07' 01" |
| 2 | Ángel Luis Casero | Vitalicio Seguros  | + 12"       |
| 3 | Roberto Heras     | Kelme-Costa Blanca | + 20"       |

### 7.ª etapa
24-06-1999: San Julián de Loria – Alt de la Rabassa, 14,2 km. (CRI):
|   | Ciclista           | Equipo            | Tiempo  |
| - | ------------------ | ----------------- | ------- |
| 1 | Manuel Beltrán     | Banesto           | 33' 31" |
| 2 | José María Jiménez | Banesto           | +29"    |
| 3 | Joseba Beloki      | Euskaltel-Euskadi | +33"    |

|   | Ciclista           | Equipo             | Tiempo      |
| - | ------------------ | ------------------ | ----------- |
| 1 | Manuel Beltrán     | Banesto            | 23h 40' 32" |
| 2 | Roberto Heras      | Kelme-Costa Blanca | + 57"       |
| 3 | José María Jiménez | Banesto            | + 1' 00"    |

## Clasificación General
|    | Ciclista           | Equipo                | Tiempo      |
| -- | ------------------ | --------------------- | ----------- |
|    | Manuel Beltrán     | Banesto               | 23h 40' 32" |
| 2  | Roberto Heras      | Kelme-Costa Blanca    | + 57"       |
| 3  | José María Jiménez | Banesto               | + 1' 00"    |
| 4  | Joseba Beloki      | Euskaltel-Euskadi     | + 1' 02"    |
| 5  | Georg Totschnig    | Team Deutsche Telekom | + 1' 44"    |
| 6  | Roberto Laiseka    | Euskaltel-Euskadi     | + 2' 43"    |
| 7  | Fernando Escartín  | Kelme-Costa Blanca    | + 3' 01"    |
| 8  | Hernán Buenahora   | Vitalicio Seguros     | + 3' 13"    |
| 9  | Ángel Luis Casero  | Vitalicio Seguros     | + 3' 26"    |
| 10 | Haimar Zubeldia    | Euskaltel-Euskadi     | + 4' 05"    |

## Clasificación de la montaña
|   | Ciclista          | Equipo                | Puntos |
| - | ----------------- | --------------------- | ------ |
| 1 | Dmitri Konyshev   | Mercatone Uno-Bianchi | 40     |
| 2 | Orlando Rodrigues | Banesto               | 37     |
| 3 | Roberto Heras     | Kelme-Costa Blanca    | 34     |

## Clasificación de las Metas volantes
|   | Ciclista        | Equipo            | Puntos |
| - | --------------- | ----------------- | ------ |
| 1 | Mariano Piccoli | Lampre-Daikin     | 16     |
| 2 | Roberto Laiseka | Euskaltel-Euskadi | 3      |
| 3 | Marco Pinotti   | Lampre-Daikin     | 2      |

## Mejor Equipo
|   | Equipo            | Nacionalidad | Tiempo      |
| - | ----------------- | ------------ | ----------- |
| 1 | Banesto           | España       | 71h 06' 09" |
| 2 | Euskaltel-Euskadi | España       | + 2' 20"    |
| 3 | Vitalicio Seguros | España       | + 8' 29"    |